# Pisa Sporting Club 2024-2025
Questa voce raccoglie le informazioni riguardanti il Pisa nelle competizioni ufficiali della stagione 2024-2025.

## Stagione
Dopo aver chiuso la Serie B 2023-2024 con la 13° posizione e a tre lunghezze dai play-out, il Pisa decide di risolvere il contratto con Alberto Aquilani e di affidare la panchina a Filippo Inzaghi, reduce dall'esonero con la Salernitana in Serie A. La prima uscita stagionale dei toscani vede una vittoria per 0-3 in casa del Frosinone per i trentaduesimi di Coppa Italia. In Serie B i nerazzurri sono subito competitivi: una serie di risultati utili consecutivi li proietta al comando solitario della classifica dopo 5 giornate. A consolidare la posizione intervengono il 2-1 al Brescia nel 6º turno e la vittoria a tavolino per 0-3 sul Cittadella relativa alla 3ª giornata di campionato (terminata 1-1 sul campo), poiché la squadra veneta aveva schierato un giocatore non presente in distinta.
Il ruolino di marcia viene però poi intaccato da due sconfitte: la prima all'Arena Garibaldi contro il Cesena per 0-1 in Coppa Italia, che sancisce l'eliminazione dei toscani dalla competizione, e la seconda in campionato in casa della Juve Stabia per 2-0. La corsa riprende con le due vittorie consecutive su Cesena e Südtirol; seppur poi arrivino due pareggi di fila senza segnare, gli ulteriori successi su Cremonese e Sampdoria portano i nerazzurri, prima della terza pausa nazionali, a quota 30 punti dopo 13 giornate di campionato e sempre in testa alla classifica, con 2 punti di vantaggio sul Sassuolo. 
Al rientro il Pisa tuttavia perde sia il derby regionale con la Carrarese che la testa della classifica di campionato, venendo sorpassata dal Sassuolo. Dopo il pareggio interno alla 15ª giornata con il Cosenza, i nerazzurri ritornano al successo contro Mantova e Bari. Il ko al Braglia contro il Modena porta l'aggancio dello Spezia in classifica al secondo posto, mentre il Sassuolo prende il largo come capolista; la formazione di mister Inzaghi si riprende però subito e termina il girone d'andata con la netta vittoria nel big-match contro la capolista per 3-1,. Il 2024 viene quindi chiuso dalla vittoria di prestigio al Ferraris sulla Sampdoria con la rete decisiva di Matteo Tramoni, accorciando a 3 punti dai neroverdi e staccando lo Spezia a 5 lunghezze.
I nerazzurri continuano la loro striscia di risultati positivi a gennaio con tre vittorie in quattro partite, tra cui il successo esterno al Renzo Barbera contro il Palermo alla 24ª giornata. Nonostante arrivino in successione la sconfitta interna contro il Cittadella e il pareggio in casa del Cesena, il Pisa continua a mantenere salda la seconda posizione in classifica sì alle spalle del Sassuolo, ma davanti allo Spezia che resta a -4. 
La formazione allenata da mister Filippo Inzaghi ritorna alla vittoria superando all'Arena la Juve Stabia per 3-1, allungando in classifica alla 27ª giornata a +7 sullo Spezia, sempre terzo, e accorciando a -5 dal Sassuolo capolista. Ma nelle due successive partite in trasferta contro gli stessi Sassuolo - con oltre settemila tifosi pisani presenti al Mapei Stadium - e Spezia arrivano due pesanti sconfitte che portano gli emiliani a +9 e i liguri a sole tre lunghezze dagli stessi nerazzurri. Ma prima dell'ultima pausa legata alle nazionali, il Pisa si rialza e sconfigge il Mantova 3-1  e, con il pareggio spezzino a Cesena, sono nuovamente 5 i punti di vantaggio dei toscani sul terzo posto in classifica. 
Dopo lo 0-3 vittorioso contro il Cosenza salgono a 8 i punti di vantaggio, che ritornano a 5 successivamente causa la sconfitta interna contro il Modena. Sono però le successive due vittorie pisane esterne, su Reggiana prima, Brescia poi, a portare un importantissimo fardello di ben 9 punti di vantaggio sempre sullo Spezia terzo in classifica - fermato dal pareggio sia con Mantova e Frosinone - a sole 4 giornate dal termine. 
Dopo la vittoria interna contro il Frosinone grazie alla rete decisiva di Meister che conferma i 9 punti di vantaggio sullo Spezia, il 4 maggio 2025, nonostante la sconfitta per 1-0 contro il Bari al San Nicola, il Pisa festeggia l'aritmetica promozione in Serie A che mancava da 34 anni grazie alla contemporanea sconfitta dello Spezia contro la Reggiana.

## Divise e sponsor
Il fornitore di materiale è Adidas, mentre gli sponsor sono Celtiar, inX.aero e Iozz (sulla manica).
| Casa | Trasferta |

## Organigramma societario
Area direttiva
- Presidente: Giuseppe Corrado
- Direttore generale: Giovanni Corrado
- Direttore operativo: Daniele Freggia
- Chief Financial Officer: Francesco Burdese

Area comunicazione e marketing
- Direttore commerciale: Marco Aceto
- Direttore area comunicazione: Riccardo Silvestri
- Direttore marketing: Flavia Martellacci

Area sportiva
- Direttore sportivo: Davide Vaira
- Segretario sportivo: Bruno Sabatini
- Responsabile settore giovanile: Dante Lucarelli
- Segretario settore giovanile: Gianni Riccio
- Team manager: Ivan Sarra
- Responsabile scouting: Marco Fumagalli
- Addetto all'arbitro: Beppe Vannucchi

Area tecnica
- Allenatore: Filippo Inzaghi
- Vice Allenatore: Maurizio D'Angelo
- Preparatori portieri: Maurizio Pugliesi, Leonardo Baldini
- Preparatori atletici: Luca Alimonta, Daniele Cominotti
- Collaboratore tecnico: Simone Baggio e Miguel Veloso
- Match Analyst: Martino Vignali

Area sanitaria
- Responsabile sanitario: Cataldo Graci
- Medico addetto Prima Squadra: Andrea Moretti, Federico Parra
- Recupero infortunati: Lorenzo Ferrari
- Operatori sanitari ausiliari: Gabriele Pignieri, Stefano Montanari, Matteo Grazzini

## Rosa
- Aggiornata al 7 febbraio 2025

| N. |                       | Ruolo | Calciatore            |
| -- | --------------------- | ----- | --------------------- |
| 1  | Brasile (bandiera)    | P     | Nicolas               |
| 3  | Italia (bandiera)     | D     | Samuele Angori        |
| 4  | Italia (bandiera)     | D     | Antonio Caracciolo () |
| 5  | Italia (bandiera)     | D     | Simone Canestrelli    |
| 6  | Romania (bandiera)    | C     | Marius Marin          |
| 7  | Slovenia (bandiera)   | A     | Jan Mlakar            |
| 8  | Danimarca (bandiera)  | C     | Malthe Højholt        |
| 9  | Italia (bandiera)     | A     | Nicholas Bonfanti     |
| 10 | Brasile (bandiera)    | C     | Emanuel Vignato       |
| 11 | Francia (bandiera)    | C     | Matteo Tramoni        |
| 14 | Danimarca (bandiera)  | A     | Henrik Meister        |
| 15 | Germania (bandiera)   | C     | Idrissa Touré         |
| 16 | Rep. Ceca (bandiera)  | C     | Louis Buffon          |
| 17 | Romania (bandiera)    | D     | Adrian Rus            |
| 19 | Portogallo (bandiera) | D     | Tomás Esteves         |
| 20 | Italia (bandiera)     | C     | Pietro Beruatto       |
| 21 | Norvegia (bandiera)   | C     | Markus Solbakken      |

| N. |                      | Ruolo | Calciatore         |
| -- | -------------------- | ----- | ------------------ |
| 22 | Italia (bandiera)    | P     | Leonardo Loria     |
| 27 | Italia (bandiera)    | D     | Alessio Castellini |
| 28 | Danimarca (bandiera) | C     | Oliver Abildgaard  |
| 30 | Italia (bandiera)    | A     | Alessandro Arena   |
| 32 | Italia (bandiera)    | A     | Stefano Moreo      |
| 33 | Italia (bandiera)    | D     | Arturo Calabresi   |
| 36 | Italia (bandiera)    | C     | Gabriele Piccinini |
| 37 | Algeria (bandiera)   | C     | Mehdi Léris        |
| 39 | Italia (bandiera)    | A     | Lorenzo Tosi       |
| 45 | Danimarca (bandiera) | A     | Alexander Lind     |
| 47 | Croazia (bandiera)   | P     | Adrian Šemper      |
| 66 | Italia (bandiera)    | D     | Leonardo Sernicola |
| 70 | Italia (bandiera)    | C     | Mattia Leoncini    |
| 74 | Slovenia (bandiera)  | C     | Žan Jevšenak       |
| 80 | Romania (bandiera)   | C     | Olimpiu Moruțan    |
| 94 | Italia (bandiera)    | D     | Giovanni Bonfanti  |

## Calciomercato

### Sessione estiva(dall'1/7 all'1/9)
| Acquisti         | Acquisti            | Acquisti          | Acquisti      |  |
| R.               | Nome                | da                | Modalità      |  |
| ---------------- | ------------------- | ----------------- | ------------- |  |
| P                | Adrian Šemper       | Como              | definitivo    |  |
| D                | Samuele Angori      | Empoli            | definitivo    |  |
| D                | Giovanni Bonfanti   | Atalanta          | prestito      |  |
| C                | Oliver Abildgaard   | Como              | prestito      |  |
| C                | Riccardo Bassanini  | Piacenza          | definitivo    |  |
| C                | Malthe Højholt      | Aalborg           | definitivo    |  |
| C                | Žan Jevšenak        | Benfica B         | definitivo    |  |
| C                | Mehdi Léris         | Stoke City        | definitivo    |  |
| C                | Mattia Leoncini     | Rimini            | definitivo    |  |
| C                | Olimpiu Moruțan     | Ankaragücü        | prestito      |  |
| A                | Alexander Lind      | Silkeborg         | definitivo    |  |
| Altre operazioni |                     |                   |               |  |
| R.               | Nome                | da                | Modalità      |  |
| P                | Alessandro Livieri  | Cremonese         | fine prestito |  |
| P                | Johan Elia Guadagno | Latina            | fine prestito |  |
| D                | Andrea Primasso     | Real Monterotondo | definitivo    |  |
| D                | Adrian Rus          | Pafos             | fine prestito |  |
| C                | Roko Jureškin       | Spezia            | fine prestito |  |
| C                | Davide Di Quinzio   | Fiorenzuola       | fine prestito |  |
| C                | Artur Ioniță        | Lecco             | fine prestito |  |
| C                | Salvatore Santoro   | Pro Vercelli      | fine prestito |  |
| C                | Emanuel Vignato     | Salernitana       | fine prestito |  |
| C                | Emanuele Zuelli     | Carrarese         | fine prestito |  |
| A                | Andrea Pavanello    | Campodarsego      | fine prestito |  |
| A                | Assane Seck         | Fiorenzuola       | fine prestito |  |
| A                | Bamba Susso         | Aluminij          | fine prestito |  |

| Cessioni         | Cessioni            | Cessioni         | Cessioni   |
| R.               | Nome                | a                | Modalità   |
| ---------------- | ------------------- | ---------------- | ---------- |
| D                | Maxime Leverbe      | L.R. Vicenza     | definitivo |
| D                | Hjörtur Hermannsson | Carrarese        | definitivo |
| C                | Andrea Barberis     |                  | svincolato |
| C                | Salvatore Santoro   | Arezzo           | definitivo |
| C                | Roko Jureškin       | Sheriff Tiraspol | definitivo |
| C                | Emanuele Zuelli     | Carrarese        | definitivo |
| C                | Artur Ioniță        |                  | svincolato |
| A                | Assane Seck         |                  | svincolato |
| A                | Elias Nordström     | Åtvidaberg       | definitivo |
| A                | Ernesto Torregrossa |                  | svincolato |
| Altre operazioni |                     |                  |            |
| R.               | Nome                | a                | Modalità   |
| P                | Alessandro Livieri  | Ascoli           | prestito   |
| P                | Johan Elia Guadagno | Campobasso       | prestito   |
| P                | Ante Vukovic        | Vis Pesaro       | prestito   |
| D                | Francesco Coppola   | Vis Pesaro       | prestito   |
| D                | Andrea Beghetto     | Lecco            | prestito   |
| D                | Andrea Primasso     | Sestri Levante   | prestito   |
| C                | Mert Durmush        | Sestri Levante   | prestito   |
| C                | Mattia Sala         | Pontedera        | prestito   |
| A                | Edgaras Dubickas    | Feralpisalò      | prestito   |
| A                | Lisandru Tramoni    | Bastia           | prestito   |
| A                | Andrea Pavanello    | Sestri Levante   | prestito   |
| A                | Bamba Susso         | Aluminij         | definitivo |
| D                | Tommaso Barbieri    | Cremonese        | definitivo |

### Sessione invernale(dal 2/1 al 1/2)
| Acquisti         | Acquisti            | Acquisti     | Acquisti      |
| R.               | Nome                | da           | Modalità      |
| ---------------- | ------------------- | ------------ | ------------- |
| D                | Alessio Castellini  | Catania      | prestito      |
| D                | Leonardo Sernicola  | Cremonese    | prestito      |
| C                | Markus Solbakken    | Sparta Praga | prestito      |
| A                | Henrik Meister      | Rennes       | prestito      |
| Altre operazioni |                     |              |               |
| R.               | Nome                | da           | Modalità      |
| P                | Johan Elia Guadagno | Campobasso   | fine prestito |
| A                | Edgaras Dubickas    | Feralpisalò  | fine prestito |

| Cessioni         | Cessioni            | Cessioni       | Cessioni   |
| R.               | Nome                | a              | Modalità   |
| ---------------- | ------------------- | -------------- | ---------- |
| P                | Johan Elia Guadagno | Sestri Levante | prestito   |
| D                | Pietro Beruatto     | Sampdoria      | prestito   |
| C                | Riccardo Bassanini  | Giana Erminio  | prestito   |
| C                | Žan Jevšenak        | Oliveirense    | prestito   |
| C                | Mattia Leoncini     | Legnago        | prestito   |
| A                | Nicholas Bonfanti   | Bari           | prestito   |
| A                | Edgaras Dubickas    | Juve Stabia    | prestito   |
| A                | Jan Mlakar          | Hajduk Spalato | prestito   |
| A                | Adrian Raychev      | Vis Pesaro     | prestito   |
| Altre operazioni |                     |                |            |
| R.               | Nome                | a              | Modalità   |
| C                | Davide Di Quinzio   |                | svincolato |

## Risultati

### Serie B

#### Girone di andata
| Arbitro: | Manganiello (Pinerolo) |

|                             |           |                               |
| Touré 45+6’ Canestrelli 78’ | Marcatori | 21’ F. Esposito 45+2’ Bertola |

| Arbitro: | Colombo (Como) |

|                                      |           |  |
| Nedelcearu 4’ (aut.) N. Bonfanti 66’ | Marcatori |  |

| Arbitro: | Arena (Torre del Greco) |

|          |           |          |
| Vita 25’ | Marcatori | 8’ Arena |

| Arbitro: | Galipò (Firenze) |

|                             |           |              |
| Tramoni 22’ N. Bonfanti 49’ | Marcatori | 77’ Sersanti |

| Arbitro: | Bonacina (Bergamo) |

|                              |           |                                          |
| Tongya 15’ Simy 90+5’ (rig.) | Marcatori | 2’, 45+4’ (rig.) N. Bonfanti 62’ Tramoni |

| Arbitro: | Fourneau (Roma) |

|                          |           |             |
| Piccinini 2’ Tramoni 78’ | Marcatori | 48’ Moncini |

| Arbitro: | Doveri (Roma) |

|                           |           |  |
| Varnier 12’ Artistico 83’ | Marcatori |  |

| Arbitro: | Tremolada (Monza) |

|                                                   |           |             |
| Lind 23’ Canestrelli 38’ D. Donnarumma 55’ (aut.) | Marcatori | 76’ Prestia |

| Arbitro: | Marchetti (Ostia Lido) |

|          |           |                           |
| Tait 29’ | Marcatori | 38’ Lind 59’ (rig.) Arena |

| Frosinone 27 ottobre 2024, ore 15:00 CET 10ª giornata | Frosinone    | 0 – 0 referto | Pisa | Stadio Benito Stirpe (10.106 spett.)\| Arbitro: \| Giua (Olbia) \| |
| Arbitro:                                              | Giua (Olbia) |               |      |                                                                    |

| Pisa 30 ottobre 2024, ore 20:30 CET 11ª giornata | Pisa                 | 0 – 0 referto | Catanzaro | Stadio Arena Garibaldi-Romeo Anconetani (7.859 spett.)\| Arbitro: \| Perenzoni (Rovereto) \| |
| Arbitro:                                         | Perenzoni (Rovereto) |               |           |                                                                                              |

| Arbitro: | Pezzuto (Lecce) |

|             |           |                                       |
| Vázquez 37’ | Marcatori | 26’ Marin 45+1’ Piccinini 57’ Tramoni |

| Arbitro: | Pairetto (Nichelino) |

|                                 |           |  |
| Lind 38’ Tramoni 52’ Angori 85’ | Marcatori |  |

| Arbitro: | Guida (Torre Annunziata) |

|           |           |  |
| Bouah 89’ | Marcatori |  |

| Arbitro: | Di Bello (Brindisi) |

|                       |           |                               |
| Lind 5’ Piccinini 26’ | Marcatori | 72’ Mazzocchi 90+2’ Fumagalli |

| Arbitro: | Sozza (Seregno) |

|                  |           |                              |
| Mancuso 28’, 54’ | Marcatori | 8’ Angori 12’ Lind 66’ Moreo |

| Arbitro: | Massimi (Termoli) |

|                         |           |  |
| Moreo 49’ Piccinini 68’ | Marcatori |  |

| Arbitro: | Santoro (Messina) |

|          |           |  |
| Caso 57’ | Marcatori |  |

| Arbitro: | Abisso (Palermo) |

|                            |           |             |
| Tramoni 24’, 61’ Touré 33’ | Marcatori | 70’ Pierini |

#### Girone di ritorno
| Arbitro: | Sacchi (Macerata) |

|  |           |             |
|  | Marcatori | 70’ Tramoni |

| Arbitro: | Cosso (Reggio Calabria) |

|                                |           |             |
| Canestrelli 22’ Caracciolo 87’ | Marcatori | 61’ Finotto |

| Catanzaro 19 gennaio 2025, ore 15:00 CET 22ª giornata | Catanzaro         | 0 – 0 referto | Pisa | Stadio Nicola Ceravolo (8.293 spett.)\| Arbitro: \| La Penna (Roma 1) \| |
| Arbitro:                                              | La Penna (Roma 1) |               |      |                                                                          |

| Arbitro: | Pezzuto (Lecce) |

|           |           |  |
| Moreo 56’ | Marcatori |  |

| Arbitro: | Bonacina (Bergamo) |

|             |           |                         |
| Brunori 59’ | Marcatori | 13’ (rig.) Rus 26’ Lind |

| Arbitro: | Marchetti (Ostia Lido) |

|  |           |              |
|  | Marcatori | 83’ Pandolfi |

| Arbitro: | Maresca (Napoli) |

|               |           |           |
| La Gumina 79’ | Marcatori | 33’ Touré |

| Arbitro: | Aureliano (Bologna) |

|                                          |           |                  |
| Tramoni 64’ (rig.) Moruțan 66’ Moreo 77’ | Marcatori | 57’ (aut.) Marin |

| Arbitro: | Ghersini (Genova) |

|          |           |  |
| Moro 23’ | Marcatori |  |

| Arbitro: | Mariani (Aprilia) |

|                                                  |           |                                   |
| Sal. Esposito 45’ F. Esposito 58’ Wiśniewski 65’ | Marcatori | 37’ (aut.) Wiśniewski 47’ Meister |

| Arbitro: | Bonacina (Bergamo) |

|                                 |           |             |
| Tramoni 12’, 65’ Caracciolo 49’ | Marcatori | 23’ Mancuso |

| Arbitro: | Rutella (Enna) |

|  |           |                                      |
|  | Marcatori | 23’ Moreo 30’ Touré 43’ (aut.) Micai |

| Arbitro: | Perri (Roma 1) |

|           |           |                         |
| Moreo 77’ | Marcatori | 27’ Santoro 50’ Gliozzi |

| Arbitro: | Feliciani (Teramo) |

|  |           |                      |
|  | Marcatori | 23’ Lind 44’ Tramoni |

| Arbitro: | Giua (Olbia) |

|                     |           |                 |
| Moreo 22’ Touré 82’ | Marcatori | 90+3’ Bonazzoli |

| Arbitro: | Massimi (Termoli) |

|             |           |                       |
| Jurić 90+4’ | Marcatori | 12’ Tramoni 79’ Touré |

| Arbitro: | Ghersini (Genova) |

|             |           |  |
| Meister 81’ | Marcatori |  |

| Arbitro: | Marcenaro (Genova) |

|                |           |  |
| N. Bonfanti 9’ | Marcatori |  |

| Arbitro: | Cosso (Reggio Calabria) |

|                                  |           |                                             |
| Lind 39’ Sernicola 78’ Rus 90+3’ | Marcatori | 22’ Mallamo 37’ (rig.) Gori 68’ Pietrangeli |

### Coppa Italia

#### Turni eliminatori
| Arbitro: | Fourneau (Roma) |

|  |           |                                       |
|  | Marcatori | 28’ Tramoni 44’ N. Bonfanti 89’ Arena |

| Arbitro: | Rutella (Enna) |

|  |           |           |
|  | Marcatori | 54’ Celia |

## Statistiche

### Statistiche di squadra
- Aggiornate al 13 maggio 2025

| Competizione | Punti | In casa | In casa | In casa | In casa | In casa | In casa | In trasferta | In trasferta | In trasferta | In trasferta | In trasferta | In trasferta | Totale | Totale | Totale | Totale | Totale | Totale | DR  |
| Competizione | Punti | G       | V       | N       | P       | Gf      | Gs      | G            | V            | N            | P            | Gf           | Gs           | G      | V      | N      | P      | Gf     | Gs     | DR  |
| ------------ | ----- | ------- | ------- | ------- | ------- | ------- | ------- | ------------ | ------------ | ------------ | ------------ | ------------ | ------------ | ------ | ------ | ------ | ------ | ------ | ------ | --- |
| Serie B      | 76    | 19      | 13      | 4       | 2       | 37      | 18      | 19           | 10           | 3            | 6            | 27           | 18           | 38     | 23     | 7      | 8      | 64     | 36     | +28 |
| Coppa Italia |       | 1       | 0       | 0       | 1       | 0       | 1       | 1            | 1            | 0            | 0            | 3            | 0            | 2      | 1      | 0      | 1      | 3      | 1      | +2  |
| Totale       |       | 20      | 13      | 4       | 3       | 37      | 19      | 20           | 11           | 3            | 6            | 30           | 18           | 40     | 24     | 7      | 9      | 67     | 37     | +30 |

### Andamento in campionato
| Giornata  | 1 | 2 | 3 | 4 | 5 | 6 | 7 | 8 | 9 | 10 | 11 | 12 | 13 | 14 | 15 | 16 | 17 | 18 | 19 | 20 | 21 | 22 | 23 | 24 | 25 | 26 | 27 | 28 | 29 | 30 | 31 | 32 | 33 | 34 | 35 | 36 | 37 | 38 |
| --------- | - | - | - | - | - | - | - | - | - | -- | -- | -- | -- | -- | -- | -- | -- | -- | -- | -- | -- | -- | -- | -- | -- | -- | -- | -- | -- | -- | -- | -- | -- | -- | -- | -- | -- | -- |
| Luogo     | C | C | T | C | T | C | T | C | T | T  | C  | T  | C  | T  | C  | T  | C  | T  | C  | T  | C  | T  | C  | T  | C  | T  | C  | T  | T  | C  | T  | C  | T  | C  | T  | C  | T  | C  |
| Risultato | N | V | V | V | V | V | P | V | V | N  | N  | V  | V  | P  | N  | V  | V  | P  | V  | V  | V  | N  | V  | V  | P  | N  | V  | P  | P  | V  | V  | P  | V  | V  | V  | V  | P  | N  |
| Posizione | 7 | 2 | 6 | 1 | 1 | 1 | 1 | 1 | 1 | 1  | 1  | 1  | 1  | 3  | 2  | 2  | 2  | 3  | 2  | 2  | 2  | 2  | 2  | 2  | 2  | 2  | 2  | 2  | 2  | 2  | 2  | 2  | 2  | 2  | 2  | 2  | 2  | 2  |

Legenda:

Luogo: C = Casa; T = Trasferta. Risultato: V = Vittoria; N = Pareggio; P = Sconfitta.

### Statistiche dei giocatori
- NB: per i portieri vengono contate le reti subite
- Aggiornate al 13 maggio 2025

Sono in corsivo i calciatori che hanno lasciato la società a stagione in corso.
| Giocatore      | Serie B  | Serie B | Serie B     | Serie B    | Coppa Italia | Coppa Italia | Coppa Italia | Coppa Italia | Totale   | Totale | Totale      | Totale     |
| Giocatore      | Presenze | Reti    | Ammonizioni | Espulsioni | Presenze     | Reti         | Ammonizioni  | Espulsioni   | Presenze | Reti   | Ammonizioni | Espulsioni |
| -------------- | -------- | ------- | ----------- | ---------- | ------------ | ------------ | ------------ | ------------ | -------- | ------ | ----------- | ---------- |
| O. Abildgaard  | 24       | 0       | 4           | 0          | 1            | 0            | 0            | 0            | 25       | 0      | 4           | 0          |
| N. Andrade     | 1        | -1      | 0           | 0          | 1            | -1           | 0            | 0            | 2        | -2     | 0           | 0          |
| S. Angori      | 37       | 2       | 2           | 0          | 2            | 0            | 0            | 0            | 39       | 2      | 2           | 0          |
| A. Arena       | 21       | 2       | 0           | 0          | 2            | 1            | 0            | 0            | 23       | 3      | 0           | 0          |
| P. Beruatto    | 16       | 0       | 1           | 0          | 2            | 0            | 0            | 0            | 18       | 0      | 1           | 0          |
| G. Bonfanti    | 22       | 0       | 4           | 0          | 1            | 0            | 1            | 0            | 23       | 0      | 5           | 0          |
| N. Bonfanti    | 14       | 4       | 2           | 0          | 2            | 1            | 0            | 0            | 16       | 5      | 2           | 0          |
| L. Buffon      | 1        | 0       | 0           | 0          | 0            | 0            | 0            | 0            | 1        | 0      | 0           | 0          |
| A. Calabresi   | 28       | 0       | 4           | 0          | 2            | 0            | 1            | 0            | 30       | 0      | 5           | 0          |
| S. Canestrelli | 36       | 3       | 6           | 0          | 1            | 0            | 0            | 0            | 37       | 3      | 6           | 0          |
| A. Caracciolo  | 35       | 2       | 7           | 0          | 1            | 0            | 0            | 0            | 36       | 2      | 7           | 0          |
| A. Castellini  | 3        | 0       | 0           | 0          | 0            | 0            | 0            | 0            | 3        | 0      | 0           | 0          |
| T. Ferrari     | 1        | 0       | 0           | 0          | 0            | 0            | 0            | 0            | 1        | 0      | 0           | 0          |
| M. Højholt     | 30       | 0       | 1           | 0          | 1            | 0            | 0            | 0            | 31       | 0      | 1           | 0          |
| Z. Jevsenak    | 2        | 0       | 1           | 0          | 2            | 0            | 0            | 0            | 4        | 0      | 1           | 0          |
| M. Léris       | 3        | 0       | 0           | 0          | 0            | 0            | 0            | 0            | 3        | 0      | 0           | 0          |
| A. Lind        | 31       | 8       | 3           | 1          | 1            | 0            | 0            | 0            | 32       | 8      | 3           | 1          |
| L. Loria       | 1        | -3      | 0           | 0          | 0            | 0            | 0            | 0            | 1        | -3     | 0           | 0          |
| M. Marin       | 34       | 1       | 9           | 1          | 1            | 0            | 1            | 0            | 35       | 1      | 10          | 1          |
| H. Meister     | 15       | 2       | 5           | 0          | 0            | 0            | 0            | 0            | 15       | 2      | 5           | 0          |
| J. Mlakar      | 12       | 0       | 0           | 0          | 2            | 0            | 0            | 0            | 14       | 0      | 0           | 0          |
| S. Moreo       | 35       | 7       | 2           | 0          | 2            | 0            | 0            | 0            | 37       | 7      | 2           | 0          |
| O. Moruțan     | 10       | 1       | 1           | 0          | 0            | 0            | 0            | 0            | 10       | 1      | 1           | 0          |
| G. Piccinini   | 38       | 4       | 2           | 0          | 1            | 0            | 0            | 0            | 39       | 4      | 2           | 0          |
| A. Rus         | 25       | 2       | 8           | 0          | 1            | 0            | 0            | 0            | 26       | 2      | 8           | 0          |
| M. Solbakken   | 7        | 0       | 2           | 0          | 0            | 0            | 0            | 0            | 7        | 0      | 2           | 0          |
| A. Šemper      | 36       | -32     | 1           | 0          | 1            | 0            | 0            | 0            | 37       | -32    | 1           | 0          |
| L. Sernicola   | 13       | 1       | 1           | 0          | 0            | 0            | 0            | 0            | 13       | 1      | 1           | 0          |
| C. Sussi       | 1        | 0       | 0           | 0          | 0            | 0            | 0            | 0            | 1        | 0      | 0           | 0          |
| L. Tosi        | 1        | 0       | 0           | 0          | 0            | 0            | 0            | 0            | 1        | 0      | 0           | 0          |
| I. Touré       | 33       | 6       | 7           | 1          | 2            | 0            | 0            | 0            | 35       | 6      | 7           | 1          |
| M. Tramoni     | 26       | 13      | 0           | 0          | 1            | 1            | 0            | 0            | 27       | 14     | 0           | 0          |
| E. Vignato     | 11       | 0       | 1           | 1          | 2            | 0            | 0            | 0            | 13       | 0      | 1           | 1          |

### Fonti
1. ↑   Coppa Italia Frecciarossa Frosinone – Pisa 0-3. Tramoni, Bonfanti e Arena affondano i ciociari – IL PRIMO GIORNALE ON LINE DELLA PROVINCIA DI PISA, su pisanews.net. URL consultato il 19 ottobre 2024.
2. ↑   Michele Bufalino, Salernitana-Pisa 2-3: Doppio Bonfanti e Tramoni, nerazzurri soli al comando della classifica, su SestaPorta.News Pisa, 15 settembre 2024. URL consultato il 19 ottobre 2024.
3. ↑   Pisa-Brescia 2-1: i nerazzurri vanno in fuga a +3 dal secondo posto, su Quotidiano Sportivo, 21 settembre 2024. URL consultato il 19 ottobre 2024.
4. ↑   Michele Bufalino, Cittadella-Pisa 1-1: Vita risponde ad Arena, ma i nerazzurri colpiscono due legni, su SestaPorta.News Pisa, 27 agosto 2024. URL consultato il 19 ottobre 2024.
5. ↑   Accolto il ricorso del Pisa, 0 a 3 con il Cittadella, su www.legab.it, 25 settembre 2024. URL consultato il 19 ottobre 2024.
6. ↑   Coppa Italia, Celia regala gli ottavi al Cesena. Il Pisa di Inzaghi si arrende in casa, su La Gazzetta dello Sport. URL consultato il 19 ottobre 2024.
7. ↑   La Juve Stabia ferma il Pisa, su www.legab.it, 29 settembre 2024. URL consultato il 19 ottobre 2024.
8. ↑   Michele Bufalino, Pisa-Cesena 3-1: Assolo nerazzurro. Lind spiana la strada, poi Canestrelli e Touré per la fuga, su SestaPorta.News Pisa, 5 ottobre 2024. URL consultato il 9 novembre 2024.
9. ↑   Michele Bufalino, Sud Tirol-Pisa 1-2: Lind e Arena ribaltano il risultato e i nerazzurri volano, su SestaPorta.News Pisa, 19 ottobre 2024. URL consultato il 9 novembre 2024.
10. ↑   Lorenzo Vero, Non riesce la fuga PISA-CATANZARO 0-0, su Calcio Pisa, 30 ottobre 2024. URL consultato il 9 novembre 2024.
11. ↑   Capolavoro Pisa nel giorno di Romeo: Cremona è di nuovo dolcissima, su Il Tirreno. URL consultato il 9 novembre 2024.
12. ↑   Pisa-Sampdoria 3-0, i nerazzurri continuano a volare, su Quotidiano Sportivo, 9 novembre 2024. URL consultato il 9 novembre 2024.
13. ↑   Carrarese-Pisa 1-0: i nerazzurri perdono la vetta della classifica, su Quotidiano Sportivo, 23 novembre 2024. URL consultato il 29 dicembre 2024.
14. ↑   T. G. R. Calabria, Pisa-Cosenza 2-2, su RaiNews, 1º dicembre 2024. URL consultato il 29 dicembre 2024.
15. ↑   Lorenzo Vero, Vittoria vitale MANTOVA-PISA 2-3, su Calcio Pisa, 7 dicembre 2024. URL consultato il 29 dicembre 2024.
16. ↑   Michele Bufalino, Pisa-Bari 2-0: La squadra di Inzaghi vola temporaneamente in testa a +13 sul quarto posto, su SestaPorta.News Pisa, 13 dicembre 2024. URL consultato il 29 dicembre 2024.
17. ↑   Modena-Pisa 1-0: decide Caso, c'è l'aggancio dello Spezia al secondo posto, su Quotidiano Sportivo, 21 dicembre 2024. URL consultato il 29 dicembre 2024.
18. ↑   Il Pisa schianta la capolista Sassuolo 3-1, su www.quinewspisa.it. URL consultato il 29 dicembre 2024.
19. ↑   Michele Bufalino, Sampdoria-Pisa 0-1: Nerazzurri in fuga per la Serie A e salvezza a dicembre!, su SestaPorta.News Pisa, 29 dicembre 2024. URL consultato il 29 dicembre 2024.
20. ↑   Pisa, che prova di forza: vince 2-1 a Palermo e si regala una notte da capolista, su La Gazzetta dello Sport. URL consultato il 21 marzo 2025.
21. ↑   Michele Bufalino, Pisa-Cittadella 0-1: I granata si vendicano. Espulso Lind dalla panchina, su SestaPorta.News Pisa, 8 febbraio 2025. URL consultato il 21 marzo 2025.
22. ↑   Cesena-Pisa 1-1, pari con rammarico per i nerazzurri, su Il Tirreno. URL consultato il 21 marzo 2025.
23. ↑   Pisa, vittoria in rimonta con la Juve Stabia 3-1, su www.quinewspisa.it. URL consultato il 21 marzo 2025.
24. ↑   Sassuolo - Pisa 1 a 0 | Il gol di Moro decide lo scontro al vertice, grande partita dei ragazzi di Grosso, su ModenaToday. URL consultato il 21 marzo 2025.
25. ↑   Lorenzo Vero, Settemila pisani a Reggio Emilia: diario di una trasferta storica, su Gianluca Di Marzio, 2 marzo 2025. URL consultato il 21 marzo 2025.
26. ↑   Michele Bufalino, Spezia-Pisa 3-2: I liguri la ribaltano e riaprono la corsa alla promozione diretta, su SestaPorta.News Pisa, 9 marzo 2025. URL consultato il 21 marzo 2025.
27. ↑   Michele Bufalino, Pisa-Mantova 3-1: Super Tramoni e capitan Caracciolo, balzo in avanti sullo Spezia (+5)!, su SestaPorta.News Pisa, 16 marzo 2025. URL consultato il 21 marzo 2025.
28. ↑   Michele Bufalino, Cosenza-Pisa 0-3: Inzaghi vola a +8, ora la Serie A è più vicina, su SestaPorta.News Pisa, 29 marzo 2025. URL consultato il 1º maggio 2025.
29. ↑   Scivolone Pisa, all'Arena passa il Modena: 1-2, su Quotidiano Sportivo, 5 aprile 2025. URL consultato il 1º maggio 2025.
30. ↑   Brescia – Pisa 1-2. Tramoni-Tourè, il Pisa di Inzaghi espugna il Rigamonti. Manca sempre meno al grande sogno – IL PRIMO GIORNALE ON LINE DELLA PROVINCIA DI PISA, su pisanews.net. URL consultato il 1º maggio 2025.
31. ↑   Il Pisa piega il Frosinone, ma il successo dello Spezia rimanda la festa di Inzaghi, su La Gazzetta dello Sport. URL consultato il 4 maggio 2025.
32. ↑   Pisa promosso in serie A dopo 35 anni, su Corriere della Sera, 4 maggio 2025. URL consultato il 4 maggio 2025.
33. ↑   Michele Bufalino, Bari-Pisa 1-0, ma la Reggiana batte lo Spezia: I nerazzurri tornano in Serie A dopo 34 anni, su SestaPorta.News Pisa, 4 maggio 2025. URL consultato il 4 maggio 2025.
34. ↑   Dolcissima sconfitta a Bari: il Pisa è in Serie A, su Quotidiano Sportivo, 4 maggio 2025. URL consultato il 4 maggio 2025.
35. 1 2 3 4 5   Ceduto durante la sessione invernale di mercato
36. 1 2 3 4  Acquistato durante la sessione invernale di mercato
37. ↑  Partita finita sul punteggio di 1-1, a seguito del quale il Pisa ha presentato ricorso poiché il Cittadella ha schierato un calciatore non presente in distinta
38. ↑  Gara originariamente prevista alle ore 15:00 e posticipata a tale orario per problemi tecnici alla linea Var.
39. ↑  La partita, inizialmente prevista il 15 marzo 2025 alle ore 17:15 CET, è stata rinviata al giorno successivo con inizio alle ore 15:00 CET in seguito all’ordinanza della Prefettura di Pisa sui rischi idrogeologici  legab.it, 15 marzo 2025,  https://www.legab.it/news/pisa-mantova-rinviata-a-domani.
40. ↑  Partita inizialmente prevista per il 21 aprile 2025 e in seguito rinviata al 13 maggio 2025 per la morte di Papa Francesco.  La B piange Papa Francesco. Rinviate le gare della 34a giornata, su legab.it, 21 aprile 2025. Assemblea Lega B, rinvio della 34a giornata al 13 maggio, su legab.it, 21 aprile 2025.
41. ↑  All'epoca considerato sesto in classifica poiché la partita è stata successivamente assegnata a tavolino